# Ermida de Santo António da Cela
A Ermida de Santo António da Cela, igualmente conhecida como Capela de São Sebastião ou Ermida da Cela, é um monumento religioso na freguesia de Vila Nova de Milfontes, no Município de Odemira, na região do Alentejo, em Portugal.

## Descrição e história
O imóvel situa-se num ponto isolado da Serra do Cercal, em pleno ambiente rural. Na obra Portugal antigo e moderno, publicada em 1886 por Pinho Leal, é descrita como estando situada a «cerca de 8 kilometros para N. E. — entre altos serros, mas em sitio pittoresco e muito aprazível». Encontra-se em estado devoluto. É composta por uma só nave, dividida da capela-mor por um arco triunfal, e um pequeno compartimento para a sacristia, situado do lado da Epístola. A fachada principal apresentava uma sineira, e apresenta sob a porta principal uma inscrição com o ano de 1704. Na capela-mor ainda restam alguns vestígios de pinturas murais, provavelmente dos finais do século XVIII.
Segundo o historiador António Quaresma, as primeiras informações sobre o edifício são do século XVI, embora provavelmente tenha sido construído sobre um templo mais antigo. A ermida ficou principalmente ligada à figura de um frade franciscano chamado Bernardino, que se terá refugiado naquele local como um eremita, e que faleceu quando a caravela em que viajava até Lisboa naufragou, na entrada do Rio Mira. De acordo com os relatos, o frade terá vaticinado o naufrágio quando estava a embarcar, e após a sua morte, foi levado pelas águas até um local próximo da sua cela, onde foi descoberto o corpo, com as mãos cruzadas e breviário enxuto. Este acontecimento foi considerado como um milagre pela população, que construiu uma ermida no local da sua antiga cela, e que foi originalmente dedicada a São Bernardo de Cena, por ter um nome igual ao do eremita. Pinho Leal relata uma história muito semelhante para a Ermida de São Bernardino de Senna, embora refira ambos os edifícios como imóveis separados, distinção que também fez João Maria Baptista na sua obra Chorographia moderna do reino de Portugal, de 1874: «Em 1708 havia na V.ª uma ermida de S. Sebastião e do T. uma de Nossa Senhora da Cella, em sitio baixo entre cabeços, que foi habitação de monges, e outra de S. Bernardino de Sena». Pinho Leal também avançou a teoria «que junto d'ella viveram em tempos remotos alguns monges em communidade».
Ao longo da sua história, a ermida mudou diversas vezes de invocação, tendo sido dedicada a Nossa Senhora e a Santo António. Com efeito, Pinho Leal refere na sua obra de 1886 que nessa altura já era dedicada a Santo António.
A data de 1704 sobre a entrada principal poderá ser uma referência a obras de restauro. O edifício foi frequentado pelas populações locais até à década de 1950, sendo então realizadas algumas festas de cariz religioso, principalmente no primeiro dia de Maio. Posteriormente foi alvo de escavações ilegais por caçadores de tesouros, que acentuaram o seu já avançado estado de degradação, embora tenha sido alvo de obras de consolidação por parte de um grupo de cidadãos, coordenados por António Quaresma.